# Magnacavallo
Magnacavallo és un municipi situat al territori de la província de Màntua, a la regió de la Llombardia, (Itàlia).
Magnacavallo limita amb els municipis de Borgofranco sul Po, Carbonara di Po, Poggio Rusco, Revere, Sermide i Villa Poma.
Pertanyen al municipi les frazioni d'Agnolo, Parolare i Vallazza.

## Galeria

Localització de Magnacavallo a la província de Màntua